# Vista-universiteit
De Vista-universiteit is een universiteit in Johannesburg, Zuid-Afrika, die bestond van 1982 tot ongeveer 2004. De universiteit werd toen opgeheven en opgedeeld onder zes andere Zuid-Afrikaanse universiteiten.

## Geschiedenis
De universiteit werd in 1981 door het apartheidsregime opgericht om ervoor te zorgen dat zwarte Afrikanen die tertiair onderwijs wilden volgen, dit konden doen binnen de townships in plaats van op de campussen die waren gereserveerd voor andere bevolkingsgroepen.
De campussen bevonden zich in Bloemfontein, Daveyton, Mamelodi, Port Elizabeth, Sebokeng, Soweto en Welkom. De bestuurlijke hoofdvestiging en de Distance Education Campus bevonden zich in Pretoria. De Vista University’s Distance Education Campus (VUDEC) bood zowel fulltime- als parttime-afstandsonderwijs.
Begin 21e eeuw kende de universiteit 6.000 personeelsleden en bood het studie aan 32.182 studenten.
Toen de universiteit werd gesloten, gingen de verschillende campussen op in de volgende universiteiten:
- Nelson Mandela-universiteit
- Universiteit van de Vrijstaat
- Universiteit van Johannesburg
- Universiteit van Pretoria
- Universiteit van Zuid-Afrika
- Technische Universiteit Vaal